# اعتام (الرجم)

تعديل مصدري - تعديل

اعتام هي إحدى قرى عزلة بني الغذيفي بمديرية الرجم التابعة لمحافظة المحويت، بلغ تعداد سكانها 307 نسمة حسب تعداد اليمن لعام 2004.